# زفونكو ياكوفلجيفيتش
زفونكو ياكوفلجيفيتش هو لاعب كرة قدم صربي في مركز الهجوم، ولد في 30 يناير 1996 في Gornji Katun ‏ في صربيا. لعب مع سبارتاك سوبتيتسا.

## وصلات خارجية
- زفونكو ياكوفلجيفيتش على موقع قاعدة بيانات كرة القدم.إي يو (الإنجليزية)
- زفونكو ياكوفلجيفيتش على موقع Soccerway.com (الإنجليزية)